# マツヤレディス
マツヤレディス(Matsuya Ladies)は、かつて福岡県福岡市中央区天神四丁目にあったファッションビルである。
第二次世界大戦前は福岡松屋として営業していた日本の百貨店であった。

## 歴史・概要

### 松屋モスリン創業から松屋百貨店そして第二次世界大戦へ
松居博多織店での18年の奉公を終えた宮村吉藏が元手500円で1911年（明治44年）10月に松屋モスリン店として呉服店を創業したのが始まりである。
松屋式と呼ばれた独特の宣伝で知名度を上げ、薄利多売の方針も消費者に受け入れられて成長し、1929年（昭和4年）に百貨店を開業した。
福岡では初めてのエスカレーターが設置されたり、当店の百貨店化と前後して始まった航空路の開設に関連して建物の屋上に航空灯台が設置されたり、店舗前に路面電車の電停｢松屋前｣が設置される など福岡の近代化を代表する3大百貨店の一つとなっていた。また、岩田屋との安売り競争や閉店時間延長合戦は地元商業界や利用者の話題となった。
小倉への進出も模索していたため後の小倉玉屋となる百貨店の招致時にも候補に挙がり、大牟田市内の資本即ち市内の商工業者を網羅した市民百貨店構想として開業準備が進められたツシロ呉服店 と仕入れ・販売・宣伝などで提携、商号を松屋に変更させて1937年(昭和12年)10月に大牟田・松屋百貨店を開業する など福岡市内以外でも百貨店の展開を進めた。
しかし、第二次世界大戦（太平洋戦争）に向かう戦時体制の進行によって百貨店事業の運営が難しくなり、店舗を魚雷製造工場などとして供出し、軍需産業に特化することになったため百貨店を廃業に追い込まれ、更には空襲で店舗も炎上してしまった。

### 戦後の事業再開からマツヤレディスへ
1947年（昭和22年）4月に百貨店ではなかったものの各種衣料から雑貨まで幅広く扱う形で事業を再開した。
1973年（昭和48年）にダイエーと業務提携しファッションビルマツヤレディスを新築開業、その後6階と7階に開設したサボティーノはテーマ性を持った新たな商業空間として大きな話題を呼んだ。また、壁面の水着やヌード写真を採用した垂れ幕も当時の話題となった。
1993年（平成5年）11月には約45億円を投じてリニューアルオープンするなど投資を行い1997年（平成9年）1月期には売上高約78.59億円をあげていた。
だがこれ以降は、その後の郊外型SC開業などに伴う競争激化や、岩田屋の旧本店本館・新館閉鎖などによって岩田屋・福岡三越・博多大丸の天神3百貨店全てが天神の南部に集積し、天神のにぎわいの中心の南進が一層進んで当店のある北天神地区の集客力が相対的に低下した影響を受け、2001年(平成13年)1月期には売上高約50.4億円に落ち込んだ。

### マツヤレディスの大改装から事業譲渡･清算へ
2001年(平成13年)7月29日で5-8階の既存の店舗の営業を休止して改装に入った。同年8月4日にドラッグストアのマツモトキヨシを地下1階に、開業若い女性を中心に1日5-6千人の買い物客を集めて女性ファッション専門店からの脱却を図り、2002年(平成14年)3月15日にカジュアル衣料のユニクロを開店させるなど有力店舗の招致による集客力の回復に努めた。
しかし、大牟田市で百貨店を経営していた関連会社の松屋が2002年（平成14年）1月15日に約78億円の負債を抱え、福岡地方裁判所に民事再生法の適用を申請して事実上破綻したため、運転資金の支援や数十億円の債務保証が当社の負担となり、保有していた同社株式35.8% も100％減資で価値が消滅する など当社の財務を圧迫した。
このため、当社は2002年（平成14年）3月27日に 主要資産であるマツヤレディスと隣接する専門店ビルショッパーズ専門店街 について大東建託創業者の多田勝美の資産管理会社ダイショウと売買契約を締結、会社を清算することになった。
そして、2003年（平成15年）10月8日に福岡地方裁判所へ自己破産を申請して、破産宣告を受け福岡松屋としての歴史に終止符を打った。

## 施設概要
地下は飲食店街、1階から5階までは女性のための店舗のみのファッションフロア、6階、7階はサボティーノ（同居するダイエーショッパーズ福岡店の専門店街と共同営業）、8階は子供服を取り扱うお店、9階はゴルフスクールであった。

## フロア構成（1977年頃）[18]
- RF - プレイランド（屋上遊園地）
- 8F - 味の7番街（飲食店街）
- 7F - ハイリビングフロア
- 6F - ジョイフルサロン
  - カメラのドイや武田眼鏡店・ヤマハミュージックサロンが入居
- 5F - きものサロン
- 4F - ブディックギャルリイ
  - 東京ジュエリー・マキが入居
- 3F - ニューカジュアル
- 2F - ファッションスクエア
- 1F - チャームタウン
  - 福岡相互銀行のCDコーナーがあった。
- B1F - 味のプロムナード（飲食店街）
- B2F - 駐車場